# V Bird

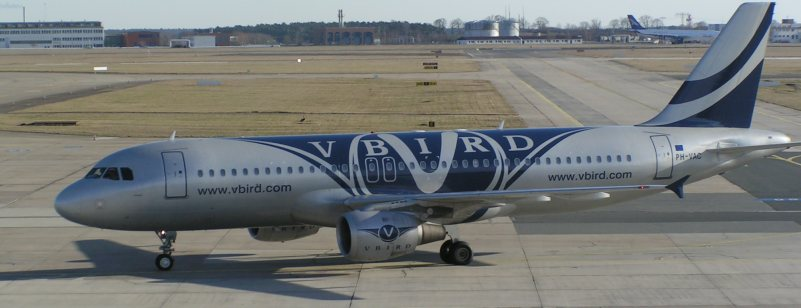
Airbus A320 op luchthaven Berlin-Schönefeld

V Bird was een Nederlandse lowbudgetluchtvaartmaatschappij met Flughafen Niederrhein, het huidige Airport Weeze, als thuisbasis.
Het bedrijf begon op 27 oktober 2003 met vliegen. V Bird had ook enige tijd een Airbus A320 van DutchBird (PH-BMC) in de vloot. Deze verliet V Bird in de zomer van 2004 omdat DutchBird het toestel gebruikte voor een wet-leasecontract met Tunisair. Op 8 oktober 2004 werden alle vluchten gestaakt, omdat ILFC de vier geleasete Airbus A320-toestellen had teruggehaald, nadat besprekingen tussen V Bird en de Exel Aviation Group van Erik de Vlieger waren vastgelopen. Op 14 oktober 2004 werd het faillissement uitgesproken door de rechtbank in Maastricht. Midden december 2004 werd bekend dat V Bird geen doorstart ging maken.
V Bird wilde goedkope vliegtickets combineren met veel comfort voor de passagiers. Volgens V Bird kregen passagiers meer beenruimte dan bij andere low-budgetvliegers. In oktober 2004 had V Bird 191 mensen in dienst.